# Jan van Beers

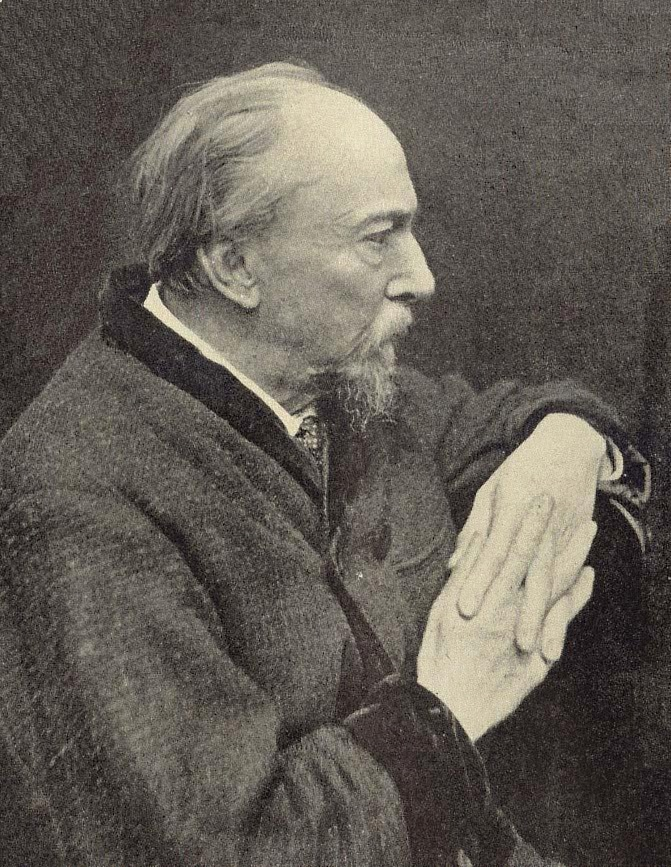
Jan van Beers, 1887

Jan van Beers (Antuérpia, 22 de fevereiro de 1821- ibidem, 14 de novembro de 1888) foi um poeta flamengo, pai do pintor Jan van Beers
Trabalhou como professor de neerlandês em colégios de Malines, Lier e no Athenaeum (instituto) de Antuérpia.
Escreveu ainda uma gramática neerlandesa em 1852 e relacionou-se com o ressurgimento do movimento flamengo.